# Prêmio Kennedy

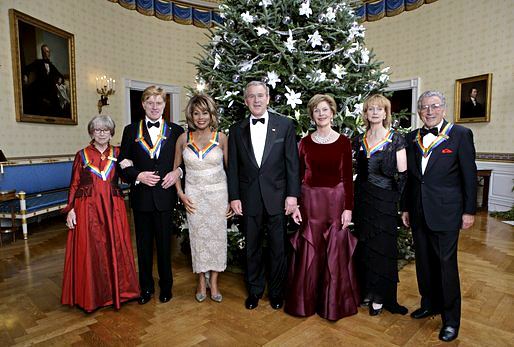
Distinguidos de 2005: Julie Harris, Robert Redford, Tina Turner, Suzanne Farrell e Tony Bennett, junto com o casal Bush.

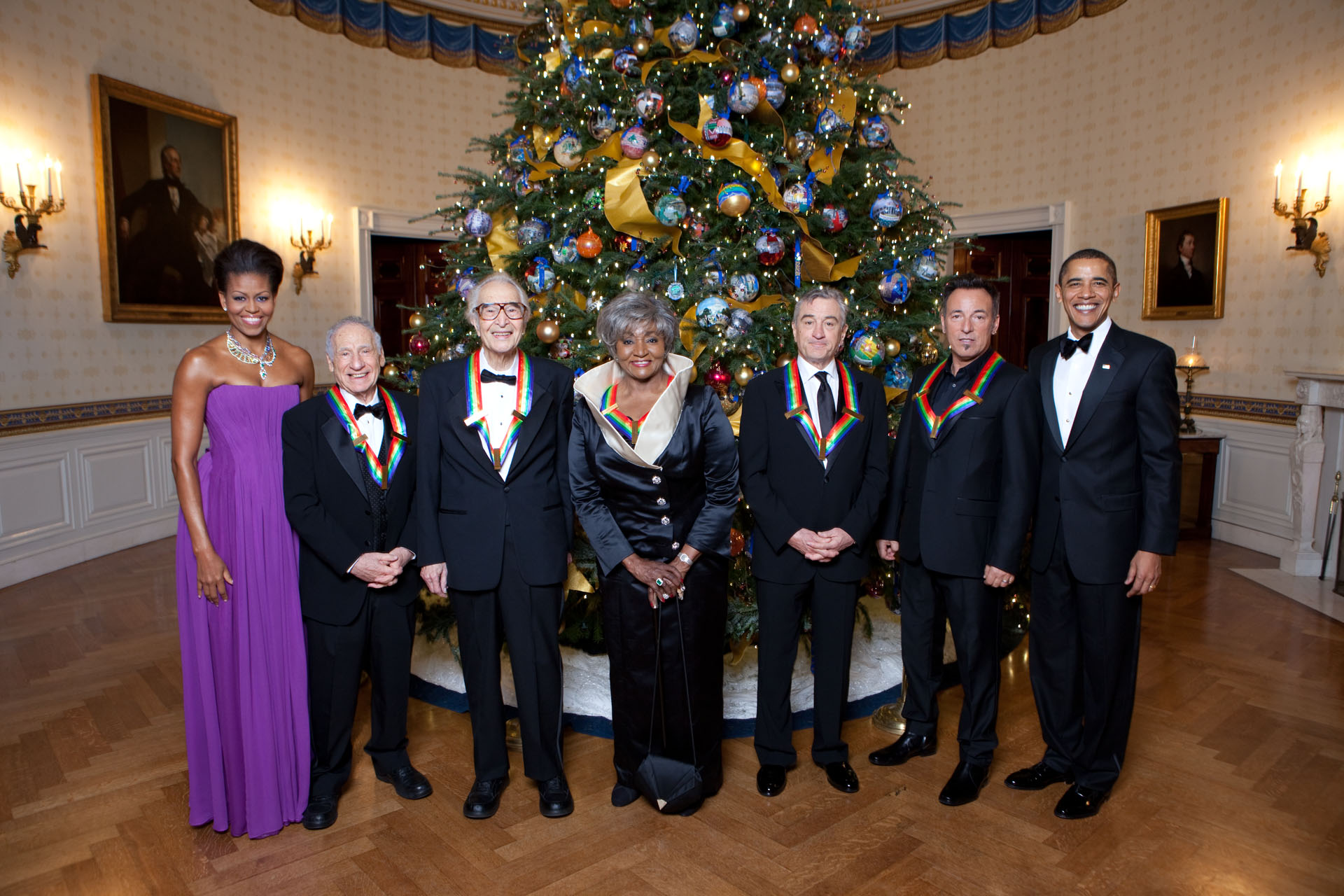
Distinguidos de 2009: Mel Brooks, Dave Brubeck, Grace Bumbry, Robert De Niro, e Bruce Springsteen, junto com o casal Obama.

O Prêmio Kennedy (em inglês:  Kennedy Center Honors) é uma honraria estadunidense outorgada desde 1978 pelo John F. Kennedy Center for the Performing Arts a cinco artistas de diferentes categorias a cada ano, por sua contribuição para as artes cênicas na cultura americana.
A cerimônia de premiação acontece em dezembro, no Kennedy Center, em Washington DC com a presença do Presidente dos Estados Unidos.

## Lista dos honorificados
- 1978 — Marian Anderson, Fred Astaire, George Balanchine, Richard Rodgers, Arthur Rubinstein
- 1979 — Aaron Copland, Ella Fitzgerald, Henry Fonda, Martha Graham, Tennessee Williams
- 1980 — Leonard Bernstein, James Cagney, Agnes de Mille, Lynn Fontanne, Leontyne Price
- 1981 — Count Basie, Cary Grant, Helen Hayes, Jerome Robbins, Rudolf Serkin
- 1982 — George Abbott, Lillian Gish, Benny Goodman, Gene Kelly, Eugene Ormandy
- 1983 — Katherine Dunham, Elia Kazan, Frank Sinatra, James Stewart, Virgil Thomson
- 1984 — Lena Horne, Danny Kaye, Gian Carlo Menotti, Arthur Miller, Isaac Stern
- 1985 — Merce Cunningham, Irene Dunne, Bob Hope, Alan Jay Lerner e Frederick Loewe, Beverly Sills
- 1986 — Lucille Ball, Hume Cronyn e Jessica Tandy, Yehudi Menuhin, Antony Tudor, Ray Charles
- 1987 — Perry Como, Bette Davis, Sammy Davis, Jr., Nathan Milstein, Alwin Nikolais
- 1988 — Alvin Ailey, George Burns, Myrna Loy, Alexander Schneider, Roger L. Stevens
- 1989 — Harry Belafonte, Claudette Colbert, Alexandra Danílova, Mary Martin, William Schuman
- 1990 — Dizzy Gillespie, Katharine Hepburn, Rise Stevens, Jule Styne, Billy Wilder
- 1991 — Roy Acuff, Betty Comden e Adolph Green, Fayard e Harold Nicholas, Gregory Peck, Robert Shaw
- 1992 — Lionel Hampton, Paul Newman e Joanne Woodward, Ginger Rogers, Mstislav Rostropovich, Paul Taylor
- 1993 — Johnny Carson, Arthur Mitchell, Sir Georg Solti, Stephen Sondheim, Marion Williams
- 1994 — Kirk Douglas, Aretha Franklin, Morton Gould, Harold Prince, Pete Seeger
- 1995 — Jacques d'Amboise, Marilyn Horne, B.B. King, Sidney Poitier, Neil Simon
- 1996 — Edward Albee, Benny Carter, Johnny Cash, Jack Lemmon, Maria Tallchief
- 1997 — Lauren Bacall, Bob Dylan, Charlton Heston, Jessye Norman, Edward Villella
- 1998 — Bill Cosby, Fred Ebb & John Kander, Willie Nelson, André Previn, Shirley Temple Black
- 1999 — Victor Borge, Sean Connery, Judith Jamison, Jason Robards, Stevie Wonder
- 2000 — Mikhail Baryshnikov, Chuck Berry, Plácido Domingo, Clint Eastwood, Angela Lansbury
- 2001 — Julie Andrews, Van Cliburn, Quincy Jones, Jack Nicholson, Luciano Pavarotti
- 2002 — James Earl Jones, James Levine, Chita Rivera, Paul Simon, Elizabeth Taylor
- 2003 — James Brown, Carol Burnett, Loretta Lynn, Mike Nichols, Itzhak Perlman
- 2004 — Warren Beatty, Ossie Davis e Ruby Dee, Elton John, Joan Sutherland, John Williams
- 2005 — Tony Bennett, Suzanne Farrell, Julie Harris, Robert Redford, Tina Turner
- 2006 — Zubin Mehta, Dolly Parton, Smokey Robinson, Steven Spielberg, Andrew Lloyd Webber
- 2007 — Leon Fleisher, Steve Martin, Diana Ross, Martin Scorsese, Brian Wilson
- 2008 — Morgan Freeman, George Jones, Barbra Streisand, Twyla Tharp, Pete Townshend e Roger Daltrey
- 2009 — Mel Brooks, Dave Brubeck, Grace Bumbry, Robert De Niro, Bruce Springsteen
- 2010 — Merle Haggard, Jerry Herman, Bill T. Jones, Paul McCartney, Oprah Winfrey
- 2011 — Barbara Cook, Neil Diamond, Yo-Yo Ma, Sonny Rollins, Meryl Streep[2]
- 2012 — Buddy Guy, Dustin Hoffman, Led Zeppelin (John Paul Jones, Jimmy Page e Robert Plant), David Letterman e Natalia Makarova[3]
- 2013 — Martina Arroyo, Herbie Hancock, Billy Joel, Shirley MacLaine e Carlos Santana[4]
- 2014 — Al Green, Tom Hanks, Patricia McBride, Sting e Lily Tomlin[5]
- 2015 — Carole King, George Lucas, Rita Moreno, Seiji Ozawa e Cicely Tyson
- 2016 — Eagles (Glenn Frey, Don Henley, Timothy B. Schmit e Joe Walsh), Martha Argerich, Al Pacino, Mavis Staples e James Taylor
- 2017 — Lionel Richie, Gloria Estefan, Carmen de Lavallade, LL Cool J e Norman Lear
- 2018 — Cher, Reba McEntire, Phillip Glass, Wayne Shorter
- 2019 — Earth, Wind & Fire, Sally Field, Linda Ronstadt, Sesame Street e Michael Tilson Thomas
- 2020 — Dick Van Dyke, Midori, Joan Baez, Debbie Allen e Garth Brooks
- 2021 — Justino Díaz, Berry Gordy, Lorne Michaels, Bette Midler e Joni Mitchell
- 2022 — George Clooney, Amy Grant, Gladys Knight, Tania León e U2
- 2023 — Billy Crystal, Renée Fleming, Barry Gibb, Queen Latifah e Dionne Warwick
- 2024 — Francis Ford Coppola, Grateful Dead, Bonnie Raitt, Arturo Sandoval e Teatro Apollo

2025 — George Strait, Kiss, Michael Crawford, Gloria Gaynor e Sylvester Stallone